# Принаровье
Принаровье — современное наименование территории, включающая в себя левое и правое побережье реки Нарвы (Наровы), исторически, географически и культурно связанная с Причудьем. Левое побережье с 1991 года входит в состав Эстонии (Ида-Вирумаа), правое — в состав Российской Федерации (Ленинградская область). В 1920—1940 годах в состав Эстонии, затем в 1940—1944 в состав Эстонской ССР входили оба берега реки. По реке Нарва с 1991 года проходит межгосударственная российско-эстонская граница, при этом большинство населения Принаровья на обоих берегах реки со второй половины XX века составляют русские. В Принаровье проживают также эстонцы, ингерманландцы, ижора и др.

## География
Принаровье расположено:
- в восточной части уезда Ида-Вирумаа Эстонии, волости Вайвара, Иллука, Алайыэ (левый берег)
- в западной части Кингисеппского и Сланцевского районов Ленинградской области и северо-западной части Гдовского района Псковской области России (правый берег)

В Принаровье находятся города: в центральной части — Нарва и Ивангород; в восточной — Сланцы; в западной — Кохтла-Ярве, Кохтла-Нымме, Йыхви, Нарва-Йыэсуу и Силламяэ.

## Население
Национальный состав Принаровья на протяжении многих веков был смешанным: русские, эстонцы, ижора, водь, немцы, датчане, шведы, ингерманландцы, сету и другие. В настоящее время на обоих берегах Нарвы преобладают русские.

## История

### В Эстонской республике в 1920—1940 годах
В 1920—1940 годах всё Принаровье находилось в границах Эстонии.
Согласно Тартускому мирному договору в 1920 году к независимой Эстонии, помимо земель к западу от реки Нарва, отошли также:
- вновь образованная волость Нарва — включающая населённую ижорой, ингерманландцами, русскими, эстонцами и водью территорию на правобережье реки Нарва, т. н. Эстонскую Ингерманландию (ныне в составе Кингисеппского района Ленинградской области)[12][13][14][15].
- вновь образованные волости Козе (позднее переименована в Пийри) и Скарятино (позднее переименована в Райа) — населённое этническими русскими правобережье Нарвы от устья реки Щучка до Чудского озера (ныне в составе Сланцевского района Ленинградской области России)[16][17]

### Попытки сецессии и автономизации эстонского Принаровья
При параде суверенитетов и распаде СССР в 1991 году в эстонской части Принаровья с преобладающим русским населением (Ида-Вирумаа) предпринималась попытка провозглашения Принаровской республики (по аналогии с Приднестровьем), однако не была создана даже территориальная автономия.
25 июля 1991 года горсоветы Нарвы, Кохтла-Ярве и Силламяэ вышли с инициативой создания Принаровской Советской Социалистической Республики с планами дальнейшего её вхождения в состав РСФСР или предполагавшегося федеративного Союза Суверенных Государств (ССГ). На практике было осуществлено только формирование отрядов рабочих-дружинников, противостоявших эстонским военизированным формированиям. К 25 октября, в связи с признанием СССР независимости Эстонии и демонтажом социалистической системы, предлагалось[кем?] провозгласить независимую Принаровскую Республику с перспективой вхождения в конфедеративный ССГ. Однако, ССГ не состоялся, Россия данные намерения не поддержала, а эстонские власти распустили и провели досрочные перевыборы этих горсоветов, обвинив их прежний состав в поддержке ГКЧП и сепаратизме.
В начале 1990-х гг. значительная часть русскоязычного населения Эстонии оказалась в ситуации, где их мало вовлекали в управление государством. Принятие нескольких важных правовых актов со стороны Рийгикогу спровоцировало массовое недовольство, поскольку значительно сузило возможности данной группы принимать участие в формировании политики, вести экономическую деятельность и др., а также поставило под вопрос юридический статус людей, большинство которых стали теперь лицами без гражданства. Это побудило Нарвский городской совет прийти к выводу, что возникла необходимость в автономии. Последняя, по мнению муниципальных депутатов, должна была выражаться в возможности использования вето на территории города Нарва в отношении актов, изданных органами законных властей Эстонии. Дабы найти поддержку данного плана, был проведен референдум, в котором могли принять участие все совершеннолетние жители г. Нарва.
16 июля 1993 года городскими властями Нарвы и Силламяэ был проведён референдум о создании территориальной автономии. На отпечатанном на машинке бюллетене для города Нарва был вопрос на эстонском и русском языках:
Хотите ли Вы, чтобы г.Нарва имела статус национально-территориальной автономии в составе Эстонской Республики?
По официальным данным, большинство(около 100 %) пришедших на голосование (при явке около 50 %) поддержало автономию; однако присутствовали заявления о фальсификациях. Россия вновь не оказала поддержки для реализации результатов референдума, а эстонские власти проигнорировали результаты референдума, дав лишь разрешение на культурную автономию[уточнить].